# Jean Ribault
Jean Ribault (Dieppe, 1520 – 1565. október 12.) francia tengerésztiszt, navigátor és felfedező.

## Életrajza
1562-ben Ribault megbízást kapott, hogy Észak-Amerika délkeleti részére egy expedíciót vezessen azért, hogy megalapítson egy telepet, egy „mennyország”ot a hugenották számára. 150 emberrel átszelte az óceánt és felderítette a St. John River deltájának környékét.
Innen északabbra hajózott, és letelepedett a mai Parris Islanden, Dél-Karolina partjaihoz közel eső szigeten. A telepet IX. Károly francia király tiszteletére Charlesfortnak nevezték el. Ribault áttekintette a település helyét, majd visszatért Franciaországba ellátmányért. Távolléte alatt háború tört ki a spanyolok által uszított római katolikusok és az angolok által felheccelt hugenották között. Ribault biztonságot keresve Angliába menekült, de udvarias üdvözlés után letartóztatták, és a londoni Tower börtönébe csukták. 
An angol hatalmat gyakorló tisztviselők attól tartottak, hogy „elköti” az angol hajókat, s francia kolonizációs célokra használja azokat.
Időközben Charlesfort lakói elkeseredetten vártak az élelmiszer utánpótlásra. Az ellátmány hiánya éhhalállal fenyegette a telepeseket, így legtöbbjük követte René Laudonnièret dél felé a spanyol területek közelébe, és megalapították Fort Karolinát a St. John folyó torkolatánál. Az erőd eleinte sikeresnek bizonyult, de az emberek ismét az élelmezés nehézségeibe ütköztek. A helyi indián törzsekkel való ellenséges viszony megnehezítette a helyzetüket. Néhányuk hazatért, mások kalózhajókra szegődtek.
Miután Ribault kiszabadult az angol börtönből, a francia kormány megbízta a település megmentésével. 1565 augusztusában megérkezett a St. Johns River torkolatához erős utánpótlással, 600 francia katonával és telepesekkel, közöttük volt Jacques Le Moyne de Morgues (k.b. 1533-1588) térképész és művész, akit 9. Károly küldött a területek feltérképezésére. (Európába való visszatérése után 1591-ben Frankfurtban kiadatta gyűjteményét („Brevis narratio eorum quae in iFlorida Americae provincia Gallis acciderunt” címen), amely a floridai élettel, szokásokkal foglalkozott, és 42 térképet is tartalmazott.)

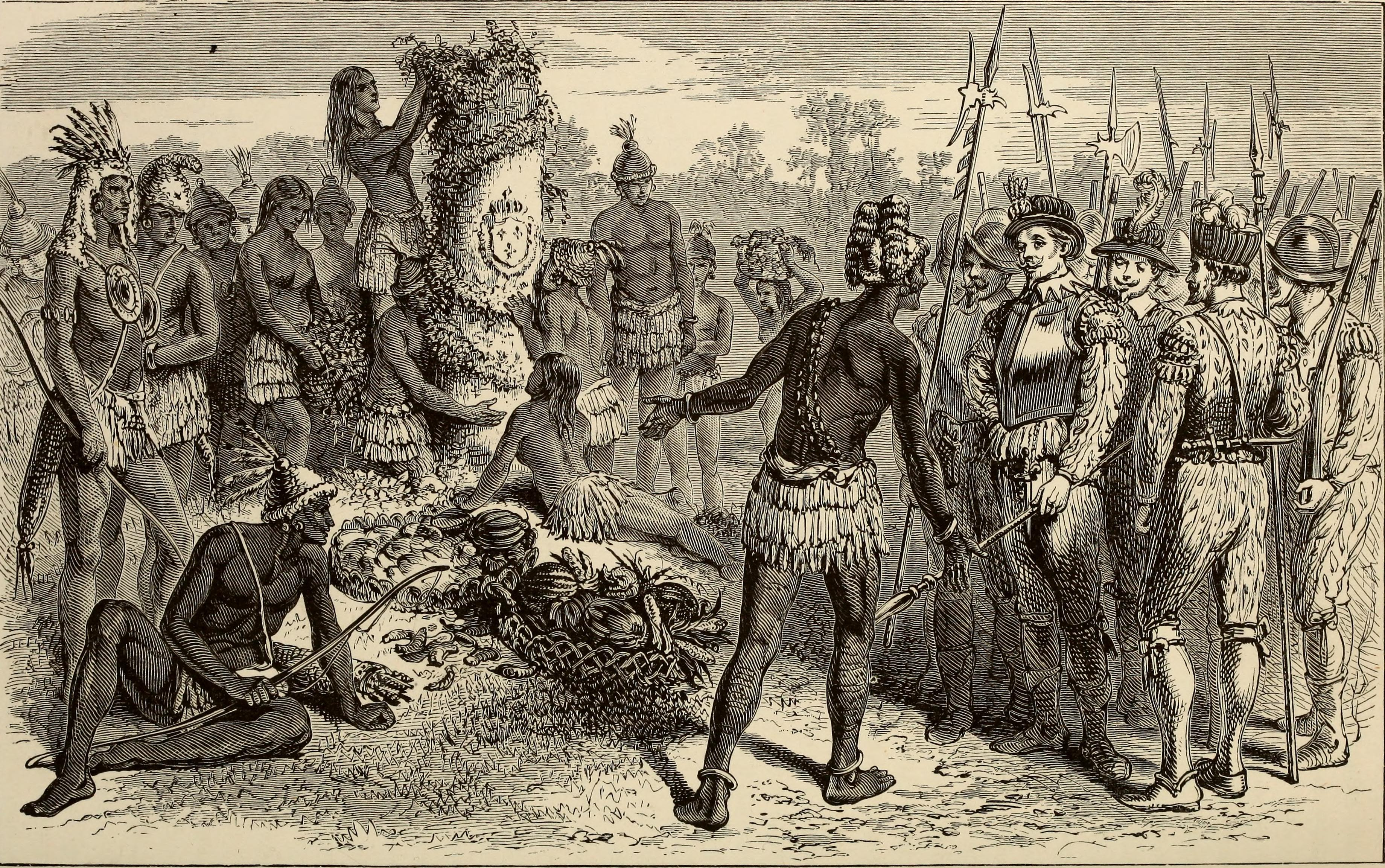
Jean Ribault találkozása a kőoszlopánál a floridai indiánokkal

Néhány nappal később Ribault megérkezett a floridai partokhoz, ahol Pedro Menéndez de Avilés parancsnoksága alatt álló spanyol flotta horgonyzott. Amikor a francia hajóhad feltűnt a látóhatáron Menéndez megkísérelte elfogni a franciát és elfoglalni hajóit. A viharos óceán mindkettőjük számára komoly veszedelmet jelentett. A spanyol admirális flottáját délnek irányíttatta, ahol 800 spanyol katona és telepes várt rá, akik 1565. augusztus 28-án érkeztek meg.
Nagy sietségben pálmafa kunyhókat raktak össze és földsáncot építettek a már meglévő timucua indián falu köré, ami ma St. Augustine, Florida, várva Ribault támadására. Jean Ribault (szeptember 10-én) szintén délnek fordította hajóit és üldözőbe vettette Menéndezt. Menendéz tapasztalva, hogy a felfegyverzett franciák Fort Karolinából jöttek, gyalogosait Fort Karolina felé irányította a hurrikán ideje alatt. Szeptember 20-án a spanyolok elfoglalták a védelem nélkül hagyott települést és 140 embert azonnal lemészároltak.
A spanyol király szemében Fort Karolina, amelynek lakói kalózkodásra adták fejüket, veszély forrásnak bizonyult. Csak 60 asszonyt és gyermeket kíméltek meg a spanyolok. René Laudonnière és még negyvenen elmenekültek a spanyolok bosszúja elől, s Laudonnière visszatért Európába elmesélni a történteket.
Ugyanaz a hurrikán, amely leplezte Menéndez csapatait Fort Karolinánál, végül tönkretette, szétverte Ribault flottáját, s a partra sodródtak több kilométerrel délebbre, mint szándékoztak. A hozzávetőleg száz katona és tengerész a partra sodródott és a Matanzas félszigetre menekültek, kb. 26 km-re St. Augustine-tól. A partra kivetett tengerészeket Menendez felderítői hamar felfedezték. Ribault azzal ámította magát, hogy kiéhezett embereivel a spanyolok emberségesen bánnak meggyőzte őket maguk feladására. A franciákat kezüket hátrakötve vonszolták végig a területen. Követve II. Fülöp spanyol király utasítását a foglyokat megkérdezték, hogy hajlandó-e felvenni a katolikus vallást. Azok akik megtagadták a "hittérítést", a homok dombok mögött kivégezték Manendéz spanyol katonái. Csak egy-két fiatal zenészt és a hajóinasok életét kímélték meg. Hasonló megadás, és tömeges kivégzés történt a következő néhány napban, de ezúttal néhány francia megkísérelt menedéket találni a helyi indián lakosoknál. Ribault és 350 ember vesztette életét. A hely most is viseli ezt a nevet, "matanzas" spanyol szó mészárlást jelent.
Az esemény megrázta az európaiakat még ebben a véres időszakban is. 1568-ban Dominique de Gourgues egy francia kalóz hasonlóan járt el, mint Menendéz, a spanyolok által fenntartott Fort Karolina lakóival.